# Mikulčice
Mikulčice so naselje in občina v okrožju Hodonín v južni Moravski v Češki republiki. Naselje ima okoli 2.000 prebivalcev. Mikulčice so urbanistično zlite z vasjo Těšice.
Mikulčice se nahajajo približno 6 kilometrov jugovzhodno od Hodonína na meji s Slovaško. Ležijo v ravninski pokrajini doline Spodnje Morave, ki tvori mejo s Slovaško. Občino prečka reka Kyjovka. 

## Zgodovina
Od 6. do 10. stoletja je 3 km jugovzhodno od današnje vasi na mestu, imenovanem Mikulčice-Valy, obstajala utrjena slovanska naselbina, ki je bila eno od glavnih središč Velikomoravske kneževine in verjetno njeno  glavno mesto. Izkopavanja, ki jih je vodil Josef Poulík, so odkrila ostanke dvanajstih cerkva, palače in več kot 2.500 grobov, vključno s konjskim pokopom.
Prva pisna omemba Mikulčic je iz leta 1141. Župnijska cerkev Marijinega vnebovzetja se prvič omenja leta 1353. V začetku 15. stoletja je tu stala trdnjava, ki je bila uničena verjetno med husitskimi vojnami.
Vas je močno poškodoval južnomoravski tornado leta 2021.

## Zanimivosti
Glavna turistična atrakcija je najdišče Mikulčice-Valy. Najdišče je lahko dostopno in vključuje razstavo arheoloških najdb s tega območja. Upravlja ga Masarykov muzej v Hodonínu. Od leta 1962 je območje zavarovano kot državni kulturni spomenik.